# Маталам
Маталам, офіційна назва — муніципалітет Маталам (себуанська: Lungsod sa Matalam; тагальська: Bayan ng Matalam; магінданао: Inged nu Matalam), є муніципалітетом 1-го класу в провінції Котабато, Філіппіни. За даними перепису 2020 року, населення становить 81 355 осіб. 

## Географія
Маталам — муніципалітет у формі долоні. Він розташований у самому центрі провінції Котабато. На сході він межує з муніципалітетом Кідапаван; на заході Кабакан; на півдні — М’ланг, а на півночі — муніципалітети Президент Рохас та Кармен. Він розташований уздовж національного шосе Котабато-Давао, займаючи значну частину долини Аракан.

#### Барангаї
Маталам політично поділяється на 34 барангаї:
- New Alimodian
- Arakan
- Bangbang
- Bato
- Central Malamote
- Dalapitan
- Estado
- Ilian
- Kabulacan
- Kibia
- Kibudoc
- Kidama
- Kilada
- Lampayan
- Latagan
- Linao
- Lower Malamote
- Manubuan
- Manupal
- Marbel
- Minamaing
- Natutungan
- New Bugasong
- New Pandan
- Patadon West
- Poblacion
- Salvacion
- Santa Maria
- Sarayan
- Taculen
- Taguranao
- Tamped (Tampad)
- New Abra
- Pinamaton

## Галерея
1. ↑  https://www.officialgazette.gov.ph/1973/11/22/presidential-decree-no-341-s-1973/